# Windwijzer

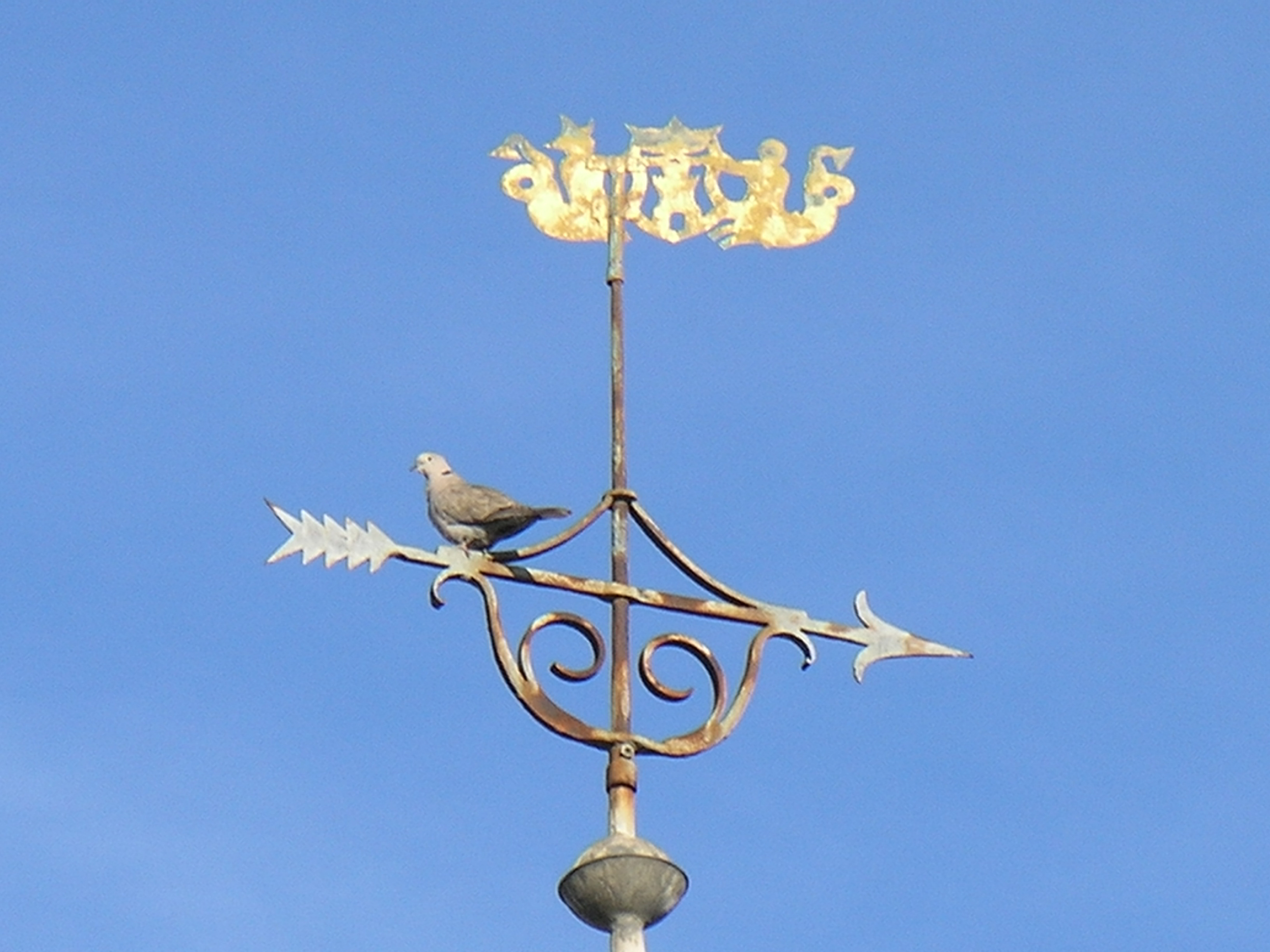
Windvaan op het stadhuis van Domburg

Een windwijzer of windvaan is een instrument om de richting van de wind mee te bepalen.
Meestal bestaat hij uit een metalen plaatje dat vrij beweegbaar is om een verticale as. Aan de ene zijde van de as heeft het plaatje een groter oppervlak, aan de andere zijde vaak een pijlpunt: het wijzende deel. Het wordt op een hoge plek geplaatst en zal door de winddruk in de wind draaien en zodoende de windrichting aanwijzen. Onder de wijzer is vaak een liggend kruis aangebracht met de letters N, O, Z en W. Er zijn ook windwijzers die elektronisch uitgelezen worden.
Ter verfraaiing krijgt het plaatje vaak een vorm, meestal die van een haan; een dergelijke windwijzer wordt wel windhaan genoemd. Maar ook andere afbeeldingen komen als windwijzer voor. Een kerktoren met een scheepje als windwijzer wordt een scheepjeskerk genoemd.
Op de markt van Hengelo die een lange neus maakt naar de omliggende steden - de Hengeler Weendwiezer.
Een goede plek voor een windwijzer is de punt van een kerktoren – het haantje van de toren.

## Fotogalerij

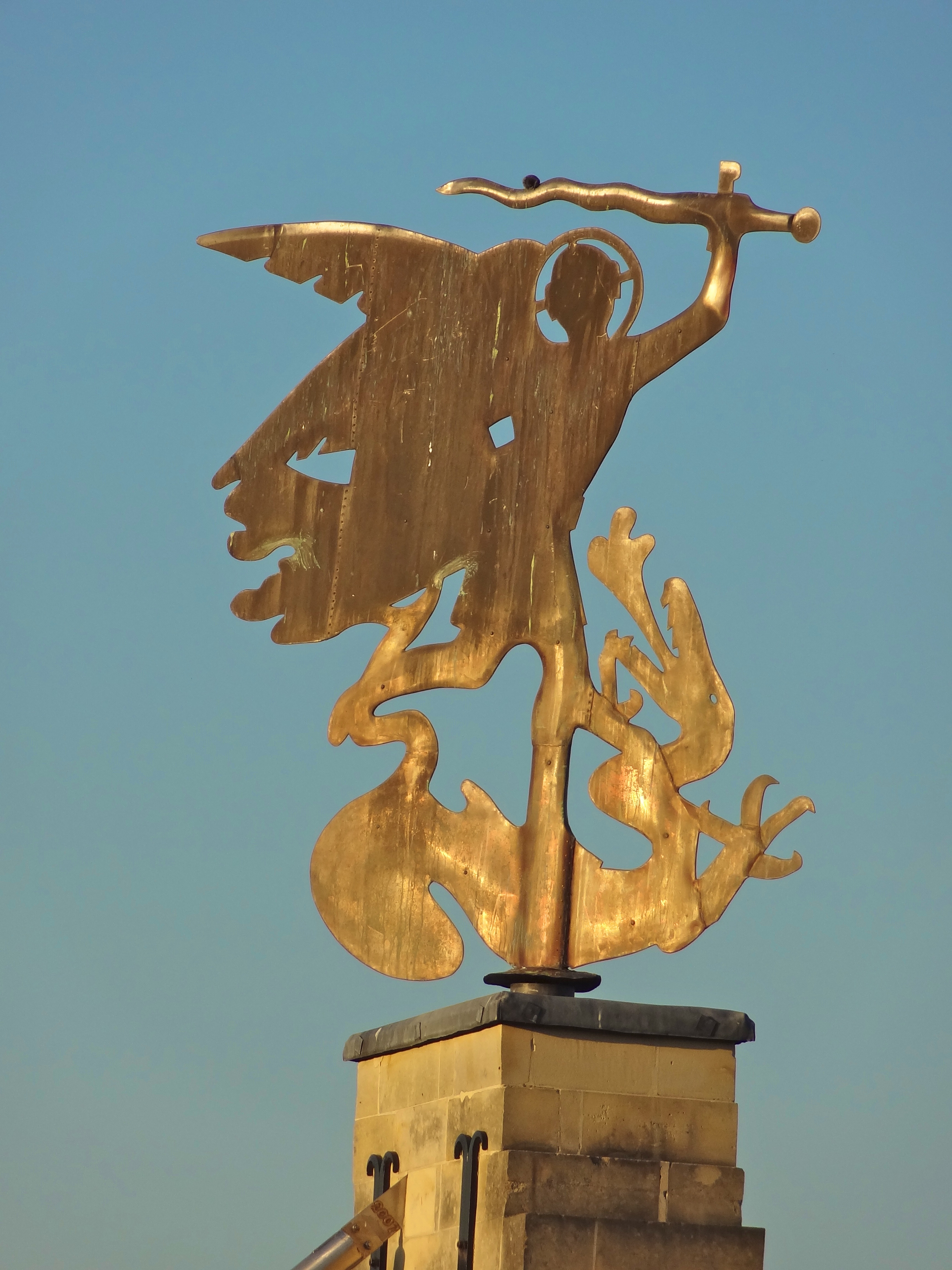
Kasteel Valkenburg, originele windwijzer
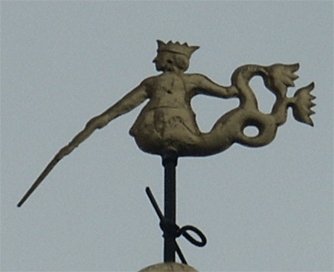
Windvaan op de kerk van Farmsum
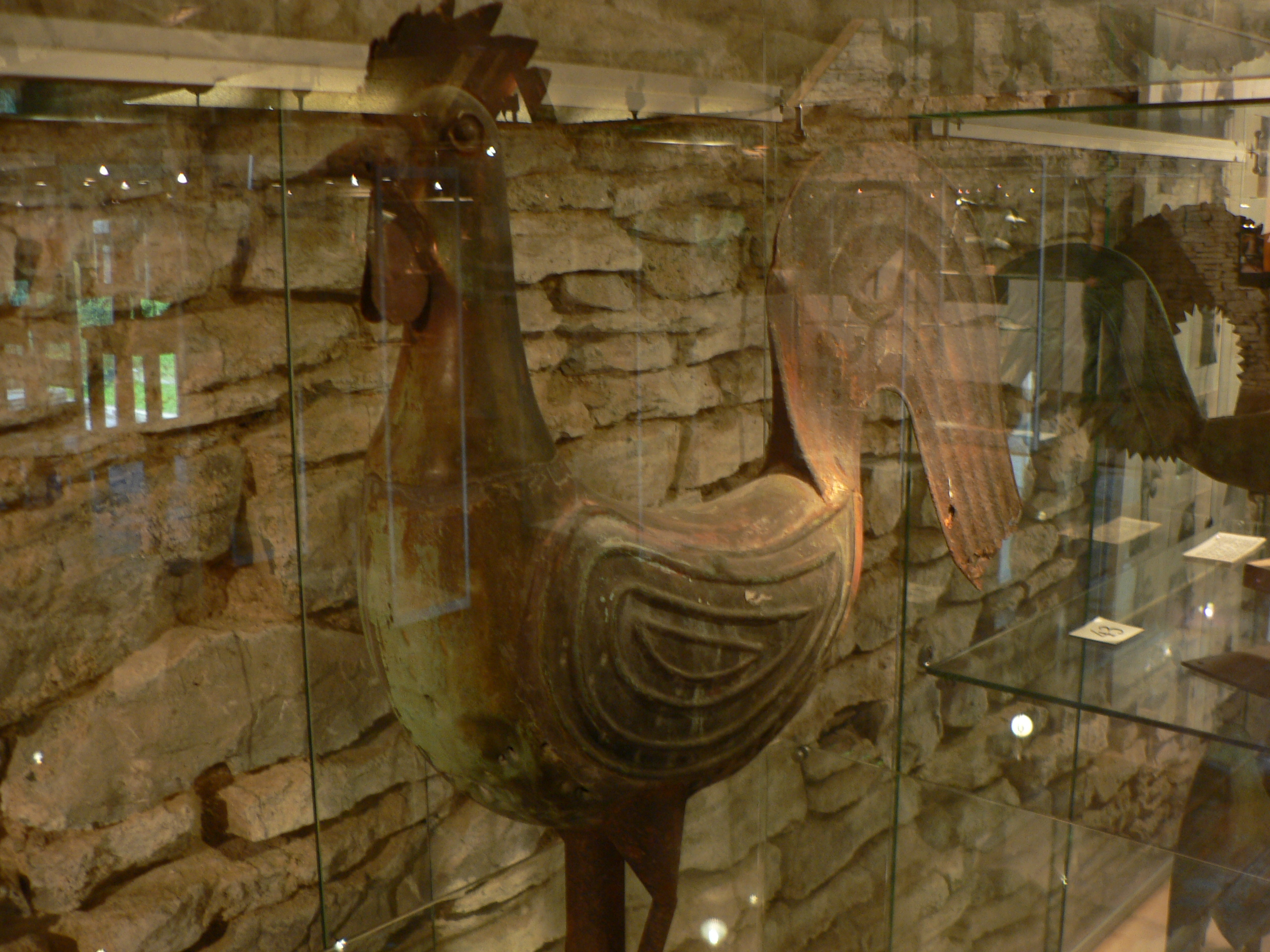
Torenhaan met kogelgaten in het Klokken- en beiaardmuseum, Tellin
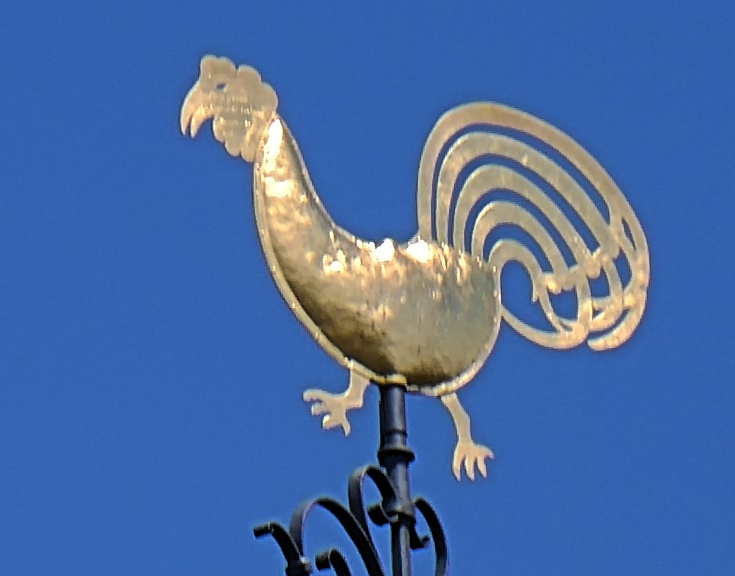
Sint-Paulinuskerk (Trier)
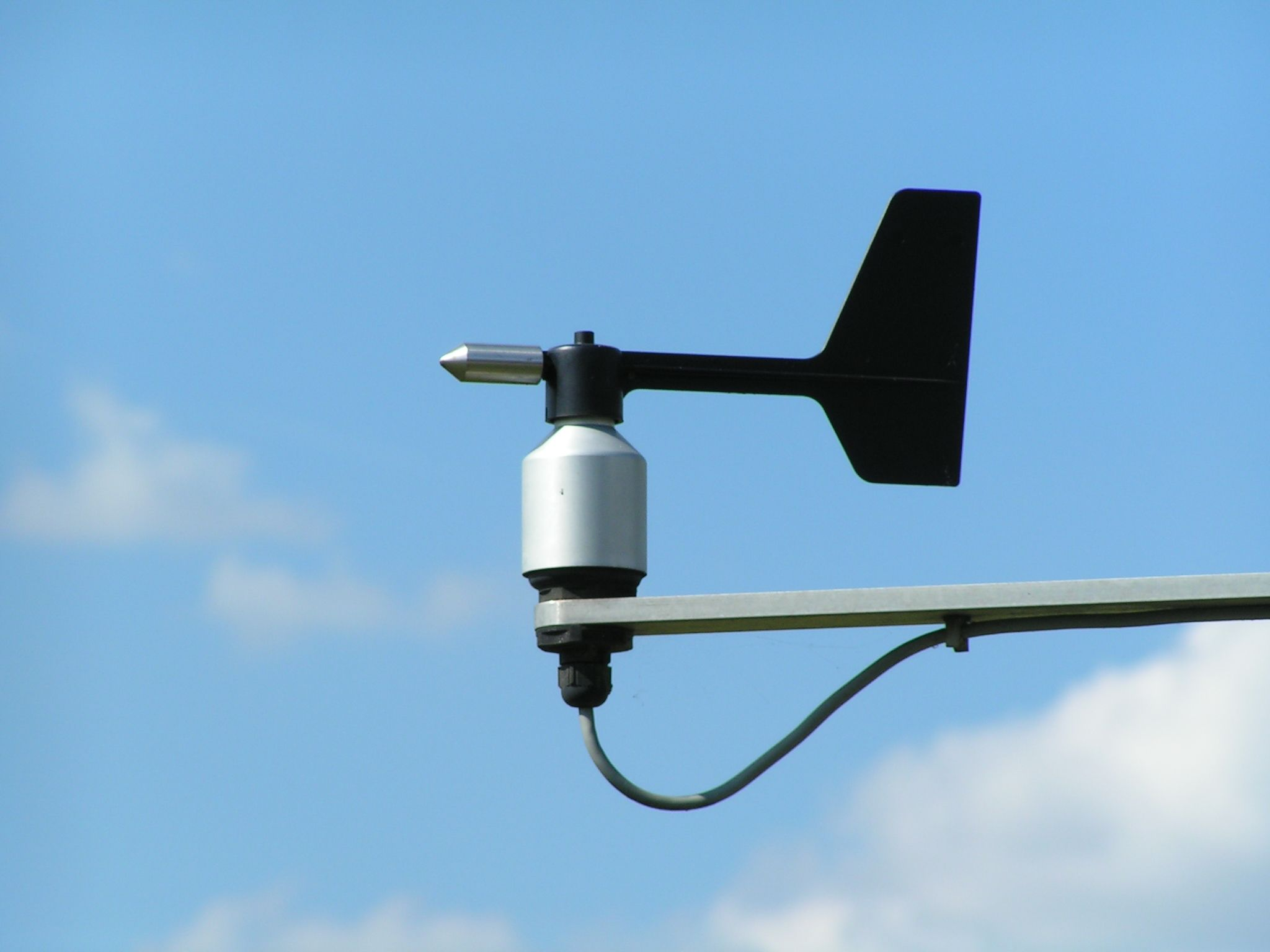
Windwijzer met elektronische uitlezing
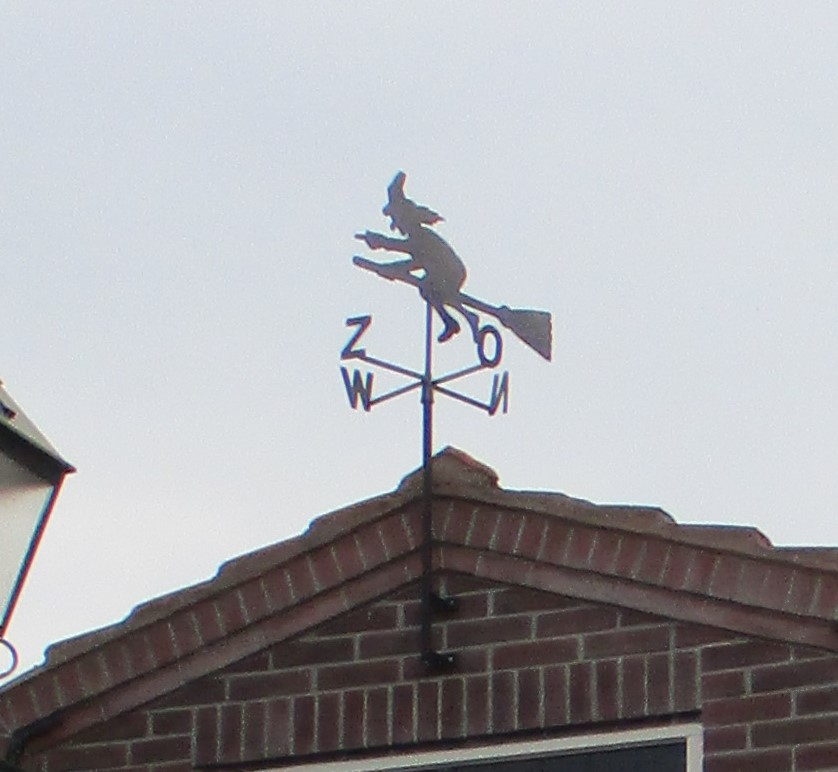
Windwijzer op een pandje achter de Heksenwaag van Oudewater
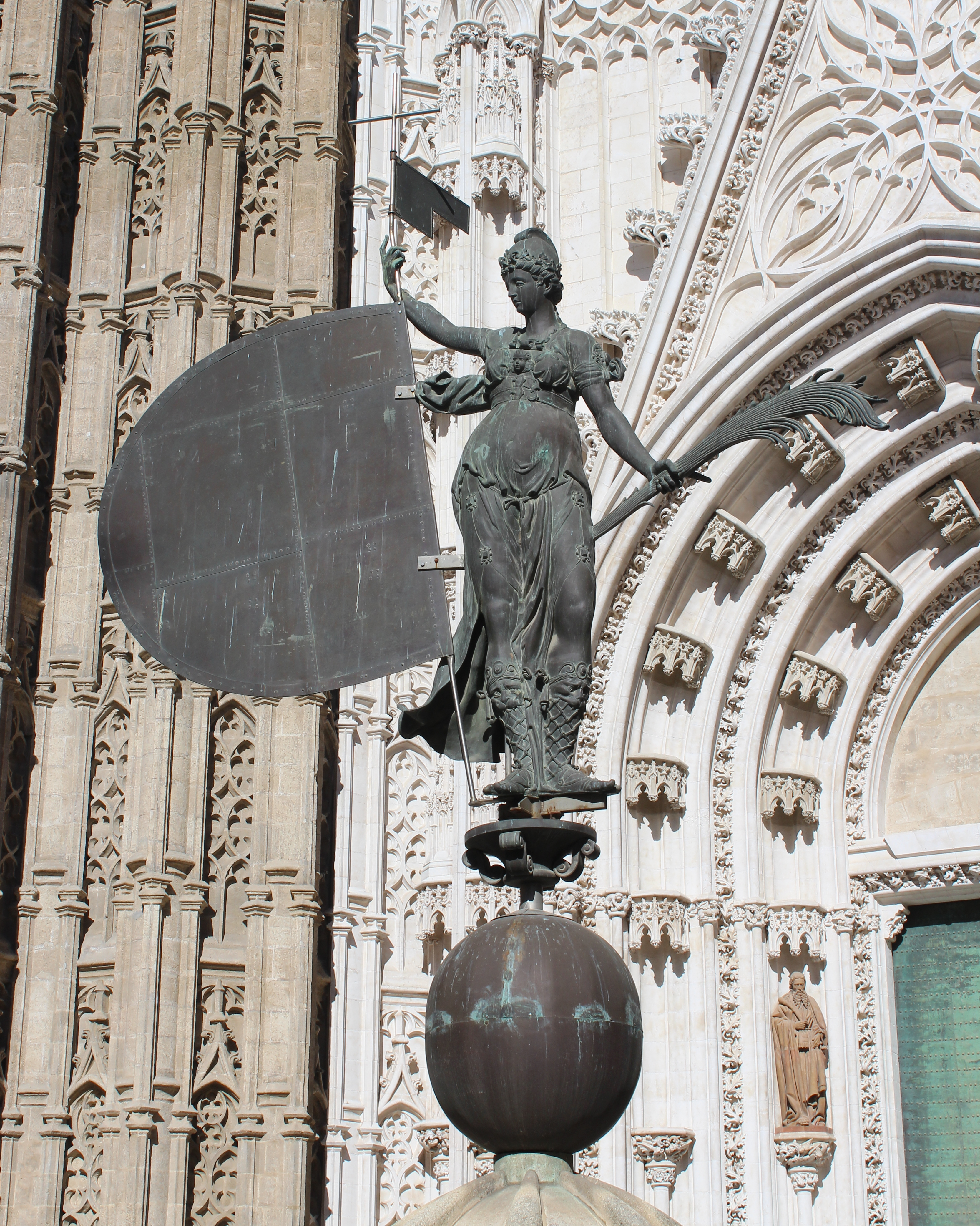
Replica van de windwijzer van de Kathedraal van Sevilla die in gebruik was van 1999 tot 2005 terwijl het origineel werd hersteld.